# Leonid Kubbel
Leonid Iwanowicz Kubbel, ros. Леонид Иванович Куббель (ur. 6 stycznia 1892 w Petersburgu, zm. 18 kwietnia 1942 tamże) – rosyjski kompozytor szachowy niemieckiego pochodzenia.
Autor ponad 1500 zadań szachowych z których 120 otrzymało pierwsze nagrody. Z zawodu inżynier chemik. Zmarł podczas oblężenia Leningradu w 1942. Kubbel miał dwóch braci: Arwida oraz Jewgienija, którzy również zajmowali się kompozycją szachową. Arwid był ponadto silnym graczem turniejowym.
Poniżej przykładowa kompozycja szachowa autorstwa Kubbela.
|   | a | b | c | d | e | f | g | h |   |
| 8 | e7 – Biały goniec · c6 – Biały król · c4 – Czarny król · d4 – Czarny pionek · f3 – Biała wieża · c2 – Biały pionek · d2 – Biały pionek · h2 – Czarny hetman | e7 – Biały goniec · c6 – Biały król · c4 – Czarny król · d4 – Czarny pionek · f3 – Biała wieża · c2 – Biały pionek · d2 – Biały pionek · h2 – Czarny hetman | e7 – Biały goniec · c6 – Biały król · c4 – Czarny król · d4 – Czarny pionek · f3 – Biała wieża · c2 – Biały pionek · d2 – Biały pionek · h2 – Czarny hetman | e7 – Biały goniec · c6 – Biały król · c4 – Czarny król · d4 – Czarny pionek · f3 – Biała wieża · c2 – Biały pionek · d2 – Biały pionek · h2 – Czarny hetman | e7 – Biały goniec · c6 – Biały król · c4 – Czarny król · d4 – Czarny pionek · f3 – Biała wieża · c2 – Biały pionek · d2 – Biały pionek · h2 – Czarny hetman | e7 – Biały goniec · c6 – Biały król · c4 – Czarny król · d4 – Czarny pionek · f3 – Biała wieża · c2 – Biały pionek · d2 – Biały pionek · h2 – Czarny hetman | e7 – Biały goniec · c6 – Biały król · c4 – Czarny król · d4 – Czarny pionek · f3 – Biała wieża · c2 – Biały pionek · d2 – Biały pionek · h2 – Czarny hetman | e7 – Biały goniec · c6 – Biały król · c4 – Czarny król · d4 – Czarny pionek · f3 – Biała wieża · c2 – Biały pionek · d2 – Biały pionek · h2 – Czarny hetman | 8 |
| 7 | e7 – Biały goniec · c6 – Biały król · c4 – Czarny król · d4 – Czarny pionek · f3 – Biała wieża · c2 – Biały pionek · d2 – Biały pionek · h2 – Czarny hetman | e7 – Biały goniec · c6 – Biały król · c4 – Czarny król · d4 – Czarny pionek · f3 – Biała wieża · c2 – Biały pionek · d2 – Biały pionek · h2 – Czarny hetman | e7 – Biały goniec · c6 – Biały król · c4 – Czarny król · d4 – Czarny pionek · f3 – Biała wieża · c2 – Biały pionek · d2 – Biały pionek · h2 – Czarny hetman | e7 – Biały goniec · c6 – Biały król · c4 – Czarny król · d4 – Czarny pionek · f3 – Biała wieża · c2 – Biały pionek · d2 – Biały pionek · h2 – Czarny hetman | e7 – Biały goniec · c6 – Biały król · c4 – Czarny król · d4 – Czarny pionek · f3 – Biała wieża · c2 – Biały pionek · d2 – Biały pionek · h2 – Czarny hetman | e7 – Biały goniec · c6 – Biały król · c4 – Czarny król · d4 – Czarny pionek · f3 – Biała wieża · c2 – Biały pionek · d2 – Biały pionek · h2 – Czarny hetman | e7 – Biały goniec · c6 – Biały król · c4 – Czarny król · d4 – Czarny pionek · f3 – Biała wieża · c2 – Biały pionek · d2 – Biały pionek · h2 – Czarny hetman | e7 – Biały goniec · c6 – Biały król · c4 – Czarny król · d4 – Czarny pionek · f3 – Biała wieża · c2 – Biały pionek · d2 – Biały pionek · h2 – Czarny hetman | 7 |
| 6 | e7 – Biały goniec · c6 – Biały król · c4 – Czarny król · d4 – Czarny pionek · f3 – Biała wieża · c2 – Biały pionek · d2 – Biały pionek · h2 – Czarny hetman | e7 – Biały goniec · c6 – Biały król · c4 – Czarny król · d4 – Czarny pionek · f3 – Biała wieża · c2 – Biały pionek · d2 – Biały pionek · h2 – Czarny hetman | e7 – Biały goniec · c6 – Biały król · c4 – Czarny król · d4 – Czarny pionek · f3 – Biała wieża · c2 – Biały pionek · d2 – Biały pionek · h2 – Czarny hetman | e7 – Biały goniec · c6 – Biały król · c4 – Czarny król · d4 – Czarny pionek · f3 – Biała wieża · c2 – Biały pionek · d2 – Biały pionek · h2 – Czarny hetman | e7 – Biały goniec · c6 – Biały król · c4 – Czarny król · d4 – Czarny pionek · f3 – Biała wieża · c2 – Biały pionek · d2 – Biały pionek · h2 – Czarny hetman | e7 – Biały goniec · c6 – Biały król · c4 – Czarny król · d4 – Czarny pionek · f3 – Biała wieża · c2 – Biały pionek · d2 – Biały pionek · h2 – Czarny hetman | e7 – Biały goniec · c6 – Biały król · c4 – Czarny król · d4 – Czarny pionek · f3 – Biała wieża · c2 – Biały pionek · d2 – Biały pionek · h2 – Czarny hetman | e7 – Biały goniec · c6 – Biały król · c4 – Czarny król · d4 – Czarny pionek · f3 – Biała wieża · c2 – Biały pionek · d2 – Biały pionek · h2 – Czarny hetman | 6 |
| 5 | e7 – Biały goniec · c6 – Biały król · c4 – Czarny król · d4 – Czarny pionek · f3 – Biała wieża · c2 – Biały pionek · d2 – Biały pionek · h2 – Czarny hetman | e7 – Biały goniec · c6 – Biały król · c4 – Czarny król · d4 – Czarny pionek · f3 – Biała wieża · c2 – Biały pionek · d2 – Biały pionek · h2 – Czarny hetman | e7 – Biały goniec · c6 – Biały król · c4 – Czarny król · d4 – Czarny pionek · f3 – Biała wieża · c2 – Biały pionek · d2 – Biały pionek · h2 – Czarny hetman | e7 – Biały goniec · c6 – Biały król · c4 – Czarny król · d4 – Czarny pionek · f3 – Biała wieża · c2 – Biały pionek · d2 – Biały pionek · h2 – Czarny hetman | e7 – Biały goniec · c6 – Biały król · c4 – Czarny król · d4 – Czarny pionek · f3 – Biała wieża · c2 – Biały pionek · d2 – Biały pionek · h2 – Czarny hetman | e7 – Biały goniec · c6 – Biały król · c4 – Czarny król · d4 – Czarny pionek · f3 – Biała wieża · c2 – Biały pionek · d2 – Biały pionek · h2 – Czarny hetman | e7 – Biały goniec · c6 – Biały król · c4 – Czarny król · d4 – Czarny pionek · f3 – Biała wieża · c2 – Biały pionek · d2 – Biały pionek · h2 – Czarny hetman | e7 – Biały goniec · c6 – Biały król · c4 – Czarny król · d4 – Czarny pionek · f3 – Biała wieża · c2 – Biały pionek · d2 – Biały pionek · h2 – Czarny hetman | 5 |
| 4 | e7 – Biały goniec · c6 – Biały król · c4 – Czarny król · d4 – Czarny pionek · f3 – Biała wieża · c2 – Biały pionek · d2 – Biały pionek · h2 – Czarny hetman | e7 – Biały goniec · c6 – Biały król · c4 – Czarny król · d4 – Czarny pionek · f3 – Biała wieża · c2 – Biały pionek · d2 – Biały pionek · h2 – Czarny hetman | e7 – Biały goniec · c6 – Biały król · c4 – Czarny król · d4 – Czarny pionek · f3 – Biała wieża · c2 – Biały pionek · d2 – Biały pionek · h2 – Czarny hetman | e7 – Biały goniec · c6 – Biały król · c4 – Czarny król · d4 – Czarny pionek · f3 – Biała wieża · c2 – Biały pionek · d2 – Biały pionek · h2 – Czarny hetman | e7 – Biały goniec · c6 – Biały król · c4 – Czarny król · d4 – Czarny pionek · f3 – Biała wieża · c2 – Biały pionek · d2 – Biały pionek · h2 – Czarny hetman | e7 – Biały goniec · c6 – Biały król · c4 – Czarny król · d4 – Czarny pionek · f3 – Biała wieża · c2 – Biały pionek · d2 – Biały pionek · h2 – Czarny hetman | e7 – Biały goniec · c6 – Biały król · c4 – Czarny król · d4 – Czarny pionek · f3 – Biała wieża · c2 – Biały pionek · d2 – Biały pionek · h2 – Czarny hetman | e7 – Biały goniec · c6 – Biały król · c4 – Czarny król · d4 – Czarny pionek · f3 – Biała wieża · c2 – Biały pionek · d2 – Biały pionek · h2 – Czarny hetman | 4 |
| 3 | e7 – Biały goniec · c6 – Biały król · c4 – Czarny król · d4 – Czarny pionek · f3 – Biała wieża · c2 – Biały pionek · d2 – Biały pionek · h2 – Czarny hetman | e7 – Biały goniec · c6 – Biały król · c4 – Czarny król · d4 – Czarny pionek · f3 – Biała wieża · c2 – Biały pionek · d2 – Biały pionek · h2 – Czarny hetman | e7 – Biały goniec · c6 – Biały król · c4 – Czarny król · d4 – Czarny pionek · f3 – Biała wieża · c2 – Biały pionek · d2 – Biały pionek · h2 – Czarny hetman | e7 – Biały goniec · c6 – Biały król · c4 – Czarny król · d4 – Czarny pionek · f3 – Biała wieża · c2 – Biały pionek · d2 – Biały pionek · h2 – Czarny hetman | e7 – Biały goniec · c6 – Biały król · c4 – Czarny król · d4 – Czarny pionek · f3 – Biała wieża · c2 – Biały pionek · d2 – Biały pionek · h2 – Czarny hetman | e7 – Biały goniec · c6 – Biały król · c4 – Czarny król · d4 – Czarny pionek · f3 – Biała wieża · c2 – Biały pionek · d2 – Biały pionek · h2 – Czarny hetman | e7 – Biały goniec · c6 – Biały król · c4 – Czarny król · d4 – Czarny pionek · f3 – Biała wieża · c2 – Biały pionek · d2 – Biały pionek · h2 – Czarny hetman | e7 – Biały goniec · c6 – Biały król · c4 – Czarny król · d4 – Czarny pionek · f3 – Biała wieża · c2 – Biały pionek · d2 – Biały pionek · h2 – Czarny hetman | 3 |
| 2 | e7 – Biały goniec · c6 – Biały król · c4 – Czarny król · d4 – Czarny pionek · f3 – Biała wieża · c2 – Biały pionek · d2 – Biały pionek · h2 – Czarny hetman | e7 – Biały goniec · c6 – Biały król · c4 – Czarny król · d4 – Czarny pionek · f3 – Biała wieża · c2 – Biały pionek · d2 – Biały pionek · h2 – Czarny hetman | e7 – Biały goniec · c6 – Biały król · c4 – Czarny król · d4 – Czarny pionek · f3 – Biała wieża · c2 – Biały pionek · d2 – Biały pionek · h2 – Czarny hetman | e7 – Biały goniec · c6 – Biały król · c4 – Czarny król · d4 – Czarny pionek · f3 – Biała wieża · c2 – Biały pionek · d2 – Biały pionek · h2 – Czarny hetman | e7 – Biały goniec · c6 – Biały król · c4 – Czarny król · d4 – Czarny pionek · f3 – Biała wieża · c2 – Biały pionek · d2 – Biały pionek · h2 – Czarny hetman | e7 – Biały goniec · c6 – Biały król · c4 – Czarny król · d4 – Czarny pionek · f3 – Biała wieża · c2 – Biały pionek · d2 – Biały pionek · h2 – Czarny hetman | e7 – Biały goniec · c6 – Biały król · c4 – Czarny król · d4 – Czarny pionek · f3 – Biała wieża · c2 – Biały pionek · d2 – Biały pionek · h2 – Czarny hetman | e7 – Biały goniec · c6 – Biały król · c4 – Czarny król · d4 – Czarny pionek · f3 – Biała wieża · c2 – Biały pionek · d2 – Biały pionek · h2 – Czarny hetman | 2 |
| 1 | e7 – Biały goniec · c6 – Biały król · c4 – Czarny król · d4 – Czarny pionek · f3 – Biała wieża · c2 – Biały pionek · d2 – Biały pionek · h2 – Czarny hetman | e7 – Biały goniec · c6 – Biały król · c4 – Czarny król · d4 – Czarny pionek · f3 – Biała wieża · c2 – Biały pionek · d2 – Biały pionek · h2 – Czarny hetman | e7 – Biały goniec · c6 – Biały król · c4 – Czarny król · d4 – Czarny pionek · f3 – Biała wieża · c2 – Biały pionek · d2 – Biały pionek · h2 – Czarny hetman | e7 – Biały goniec · c6 – Biały król · c4 – Czarny król · d4 – Czarny pionek · f3 – Biała wieża · c2 – Biały pionek · d2 – Biały pionek · h2 – Czarny hetman | e7 – Biały goniec · c6 – Biały król · c4 – Czarny król · d4 – Czarny pionek · f3 – Biała wieża · c2 – Biały pionek · d2 – Biały pionek · h2 – Czarny hetman | e7 – Biały goniec · c6 – Biały król · c4 – Czarny król · d4 – Czarny pionek · f3 – Biała wieża · c2 – Biały pionek · d2 – Biały pionek · h2 – Czarny hetman | e7 – Biały goniec · c6 – Biały król · c4 – Czarny król · d4 – Czarny pionek · f3 – Biała wieża · c2 – Biały pionek · d2 – Biały pionek · h2 – Czarny hetman | e7 – Biały goniec · c6 – Biały król · c4 – Czarny król · d4 – Czarny pionek · f3 – Biała wieża · c2 – Biały pionek · d2 – Biały pionek · h2 – Czarny hetman | 1 |
|   | a | b | c | d | e | f | g | h |   |

Rozwiązanie: [1.Wc3+!! dc3 2.d3+ Kd4 3.Gc5+ Ke5 4.Gd6+ ze zdobyciem hetmana]
(zaznacz tekst pomiędzy nawiasami, aby zobaczyć rozwiązanie)

## Publikacje
- Kubbel, Leonid Iwanowitsch: O prawilnych i neprawilnych matach w troichchodowkach. Sadatschi i etjudy, Vol. 5, 1928
- Kubbel, Leonid Iwanowitsch: O nowoj trjochchodowke. Sadatschi i etjudy, Vol. 6, 1929
- Kubbel, Leonid Iwanowitsch: Moj twortscheski put., Schachmaty w SSSR, 1940, Heft 2